# Włodzimierz Melzacki
Włodzimierz Melzacki (ur. 10 stycznia?/23 stycznia 1910 w Nikolsku, zm. 18 września 1980) – polski działacz komunistyczny i partyjny pochodzenia rosyjskiego, w 1945 I sekretarz Komitetu Wojewódzkiego Polskiej Partii Robotniczej w Gdańsku.

## Życiorys
Syn carskiego oficera i urzędnika polskiego pochodzenia Lucjana oraz Rosjanki Ireny z domu Kaczniewej. Brat funkcjonariusza aparatu bezpieczeństwa Eugeniusza. Ukończył pięć klas szkoły podstawowej. W 1923 przeniósł się z rodziną do Polski, zamieszkali w Brześciu Kujawskim. Pracował w cukierni oraz fabryce celulozy we Włocławku jako maszynista fabryczny. Od lat 30. działał w Komunistycznej Partii Polski, z tego powodu kilkukrotnie był aresztowany.
W 1939 roku służył jako strzelec w 144. Pułku Piechoty i brał udział w walkach z Niemcami w okolicach Łowicza. Później najprawdopodobniej zdezerterował i powrócił do Włocławka. W 1944 wywieziono go na roboty przymusowe do III Rzeszy, skąd powrócił w kolejnym roku. Od 1945 działał w Polskiej Partii Robotniczej, następnie w Polskiej Zjednoczonej Partii Robotniczej. Ukończył dwumiesięczny kurs w Centralnej Szkole Partyjnej PPR w Łodzi, był sekretarzem Komitetu Fabrycznego PPR we włocławskiej fabryce celulozy. Od 30 czerwca do 23 sierpnia 1945 pozostawał I sekretarzem Komitetu Wojewódzkiego PPR w Gdańsku (pełnił obowiązki do 27 września, kiedy to zastąpił go Władysław Dworakowski). Później zajmował stanowiska: I sekretarza Komitetu Powiatowego PPR w Łomży (1945–1947), starosty powiatowego w Sokółce (1949–1950) oraz kierownika Wydziału Prezydium Wojewódzkiej Rady Narodowej w Białymstoku (1951–1954). Został skazany na sześć więzienia za malwersacje i defraudację finansową. Był współpracownikiem Urzędu Bezpieczeństwa Publicznego oraz oficerem politycznym Ludowego Wojska Polskiego.

## Życie prywatne
Żonaty z Czesławą z domu Złoch, miał troje dzieci.